# Bearden (Arkansas)
Pour les articles homonymes, voir Bearden.
Bearden est un census-designated place situé dans l’État américain de l'Arkansas, dans le comté de Ouachita.

## Population et société

### Démographie
| 1900 | 1910 | 1920 | 1930  | 1940 | 1950  |
| ---- | ---- | ---- | ----- | ---- | ----- |
| 341  | 439  | 687  | 1 147 | 961  | 1 300 |

| 1960  | 1970  | 1980  | 1990  | 2000  | 2010 |
| ----- | ----- | ----- | ----- | ----- | ---- |
| 1 268 | 1 272 | 1 191 | 1 021 | 1 125 | 966  |